# Будак Валерій Дмитрович
Будак Валерій Дмитрович (нар.14 вересня 1947, Корсунь-Шевченківський) — ректор Миколаївського університету ім. В. О. Сухомлинського, доктор технічних наук, професор, член-кореспондент Академії педагогічних наук України, заслужений діяч науки і техніки України.

## Біографія
У 1968 році з відзнакою закінчив Миколаївський державний педагогічний інститут імені В. Г. Бєлінського, за спеціальністю «Фізика» і вступив до аспірантури МКІ ім.адмірала С. О. Макарова. Під час навчання в аспірантурі одночасно працював вчителем фізики. У 1973 повернувся в інститут, працював старшим викладачем, завідувачем кафедри, проректором. З 1973 — кандидат, а в 1996 захистив докторську дисертацію в Інституті механіки НАН України.
В 2006 році затверджений на посаду ректора МДУ ім. В. О. Сухомлинського. Завдяки Валерію Дмитровичу який завжди мріяв створити в Миколаєві університет класичного типу, було розпочато роботу по ліцензуванню багатьох необхідних сучасному суспільству спеціальностей: механіка, комп'ютерні технології, екологія, психологія, соціальна робота, правознавство, менеджмент, міжнародна економіка, переклад, прикладна лінгвістика, тощо.
З 1982 по 1998 рік був обраний депутатом Центральної районної ради народних депутатів м. Миколаєва. Депутат Миколаївської міської ради VI скликання від Партії регіонів.

## Наукова й освітня діяльність
Валерий Будак заслужений діяч науки і техніки України, професор. Член громадських організацій «Академія педагогічних і соціальних наук», «Академія суднобудування України», «Міжнародна педагогічна академія», «Академія наук вищої школи України», член Національного Комітету України з теоретичної механіки. Автор 186 наукових публікацій, серед них −18 монографій, підручників і навчальних посібників. Має 7 авторських свідоцтв, 4 патенти на винаходи. Під керівництвом В. Д. Будака університет розвиває міжнародні зв'язки з навчальними закладами та установами Росії, Чехії, Німеччини, США, Канади, Швейцарії.[джерело не вказане 4234 дні]

## Нагороди та відзнаки
- Орден «За заслуги» 3-й ст. (2002),
- Георгіївською медаллю «Честь» 4-й ст. (2002),
- Ювілейна медаль «10 років незалежності України» (2001),
- золота медаль Міжнародної кадрової академії «За заслуги в освіті» (2001),
- Орден «За патріотизм» 2-й ст. Української Православної Церкви (2004),
- пам'ятний знак НОК України «За внесок в олімпійський рух» (2003),
- Почесна грамота Верховної Ради України (2003),
- Почесна грамота Міністерства освіти і науки України,
- Нагрудний знак «Відмінник освіти України».
- Лауреат Міжнародного академічного рейтингу популярності «Золота фортуна» (2002, 2003).
- У 2003 удостоєний звання «Городянин року» у номінації «Вища школа».
- Почесний громадянин міста Миколаєва (2007).

## Кримінальна справа
2013 року було відкрито кримінальну справу за фактами незаконної роботи в Миколаївському університеті осіб без відповідних наукових ступенів. Місцеві ЗМІ та громадські організації неодноразово заявляли про причетність Будака до цих подій. Зокрема, голова ГО "Комітет «Народний контроль» Максим Невенчанний стверджував, що у його розпорядженні були заяви викладачів і студентів університету, про що повідомляв ректора. Проте реакції не відбулося.
Також 2013 року з'явилася самвидавська брошура «До 100-річчя Флагмана Корупції» (рос.), присвячена персоні ректора. Незважаючи на тенденційність, у виданні містяться факти, що відповідають дійсності.